# جانی اینگلیش دوباره می‌تازد
جانی اینگلیش دوباره می‌تازد (انگلیسی: Johnny English Strikes Again) فیلمی کمدی اکشن جاسوسی محصول سال ۲۰۱۸ به کارگردانی دیوید کر است. این فیلم دنباله جانی اینگلیش دوباره متولد می‌شود (۲۰۱۱) است و سومین قسمت از مجموعه فیلم‌های جانی اینگلیش است. روآن اتکینسون در نقش اصلی در کنار بن میلر، اولگا کوریلنکو، جیک لیسی و اما تامپسون ایفای نقش می‌کند. داستان آن دربارهٔ جانی اینگلیش، مأمور ام‌آی۷ است که زمانی که همه عوامل مخفی در معرض یک حمله سایبری قرار می‌گیرند، وارد عمل می‌شود.
این فیلم در ۲۰ سپتامبر ۲۰۱۸ در سینماهای استرالیا، ۵ اکتبر ۲۰۱۸ در بریتانیا توسط یونیورسال پیکچرز و ۲۶ اکتبر ۲۰۱۸ توسط فوکس فیچرز در ایالات متحده اکران شد. این فیلم نقدهای متفاوتی از سوی منتقدان دریافت کرد اما فروش موفقیت‌آمیزی داشت و با بودجه ۲۵ میلیون دلاری، ۱۵۹ میلیون دلار در سراسر جهان به‌فروش رفت.

## داستان
یک هکر سرور داده‌های سازمان اطلاعات بریتانیا را هک می‌کند باعث ایجاد هرج و مرج می‌شود حالا جانی انگلیش و همکار قدیمی‌اش (باف) باید جلوی او را بگیرند…

## بازیگران
- روآن اتکینسون در نقش جانی اینگلیش، اسکوایر، معلم جغرافیا و مأمور بازنشسته ام‌آی۷ که برای انجام یک مأموریت بازگردانده می‌شود.[۵]
- بن میلر در نقش آنگوس باف، مأمور ام‌آی۷ و دستیار سابق اینگلیش.[۶]
- اولگا کوریلنکو در نقش افلیا بلوتوا، جاسوس روسی.[۷] کریلنکو قبلاً نقش کامیل مانتس را در فیلم جیمز باند ذره‌ای آرامش به تصویر کشیده بود.
- جیک لیسی در نقش جیسون ولتا، میلیاردر فناوری سیلیکون که در حال ترویج سیستمی است که می‌تواند مدیریت داده‌ها را بهبود ببخشد.[۸]
- اما تامپسون در نقش نخست‌وزیر بریتانیا.[۹]
- آدام جیمز در نقش پگاگوس، رئیس ام‌آی۷.[۱۰]
- آمیت شاه در نقش سمیر، دستیار نخست‌وزیر.
- متیو برد در نقش پی، متخصص اسلحه ام‌آی۷.
- مایکل گمبون در نقش مأمور شماره پنج.
- چارلز دنس در نقش مأمور شماره هفت.
- ادوارد فاکس در نقش مأمور شماره نه.
- ویکی پپردین در نقش لیدیا، همسر باف و افسر نیروی دریایی پادشاهی بریتانیا.[۱۱]
- پیپا بنت-وارنر در نقش لزلی، منشی پگاسوس.[۱۲]
- راجر بارکلیز در نقش سباستین لینچ، شخص مشکوک.
- آیرین تیشینا در تقش وایولا لینچ، همسر سباستین.[۱۳]
- پالین مک‌لین در نقش خانم ترتنر.
- گاس براون در نقش مدیر مدرسه.
- کوین الدن در نقش مأمور شبانه ام‌آی۷

## تولید
در می ۲۰۱۷، اعلام شد که روآن اتکینسون برای بازی در نقش جانی انگلیش در دنباله فیلم جانی انگلیش دوباره متولد می‌شود (۲۰۱۱). در ۳ آگوست ۲۰۱۷، Working Title Films اعلام کرد که تولید و فیلم‌برداری فیلم جدید به کارگردانی دیوید کر آغاز شده‌است. فیلم‌برداری توسط فلورین هافمیستر انجام شده‌است. این دومین فیلم جاسوسی است که روآن اتکینسون و ادوارد فاکس هر دو در آن حاضر شده‌اند. ادوارد فاکس در نقش مأمور بازنشسته شماره نه است. (اتکینسون و فاکس هر دو در فیلم دیگر هرگز نگو هرگز حضور داشته‌اند).
سایمون بولز طراح تولید بود. کسی که برای طراحی این فیلم در جشنواره انجمن طراحان بریتانیا در ۲۰۱۹ برنده جایزه شد.
در ۴ آوریل ۲۰۱۸، فیلم با نام جانی انگلیش دوباره حمله می‌کند مشخص شد و تریلر آن یک روز بعد منتشر شد.